# Bunodosoma biscayensis
Bunodosoma biscayensis är en havsanemonart som först beskrevs av Fischer 1874.  Bunodosoma biscayensis ingår i släktet Bunodosoma och familjen Actiniidae. Inga underarter finns listade i Catalogue of Life.